# Joyas de la Corona de Francia

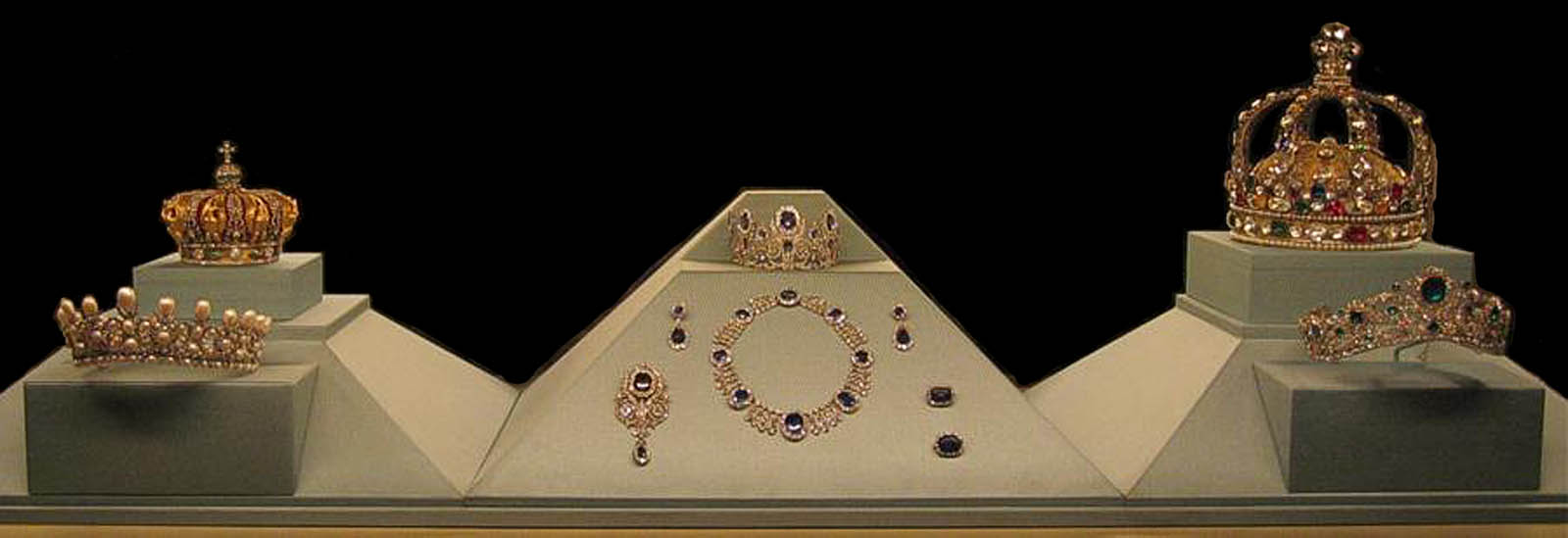
Algunas de las joyas de la Corona Francesa en el Museo del Louvre.

Las joyas de la Corona de Francia, o diamantes de la Corona de Francia, son un conjunto de joyas de la monarquía, del Primer y del Segundo Imperio y de la República francesa, cuyos orígenes se remontan al rey Francisco I. Objeto de un robo en 1792 durante la Revolución francesa y vendida en parte a finales del siglo XIX, la colección esta hoy en día dispersada. La pieza más conocida es el diamante blanco llamado el «El Regente», conservado desde 1887 en el Museo del Louvre. El «diamante Azul de Francia», otra piedra notable que formaba parte en un principio de estas joyas, fue robado y retallado, convirtiéndose en el diamante «Hope», conservado desde 1958 en el Museo Nacional de Historia Natural de  Washington (Estados Unidos).

## Historia

### Monarquía

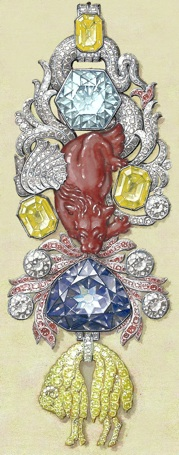
Gouache de 2008, reproduciendo el Toison de Oro de Luis XV, mostrando el diamante Azul de Francia y la espinela Côte-de-Bretagne

La colección de joyas de la Corona fue creada en 1530 por Francisco I y estaba formada por un pequeño grupo de ocho piedras de color llamadas en aquella época «diamantes» (término genérico usado para todas las piedras preciosas) que fueron engastadas en sortijas. La mayoría se trataban de alhajas de Ana de Bretaña, procedentes de su madre Margarita de Foix. El primer inventario de este tesoro fue llevado a cabo en Burdeos el 15 de junio de 1530, tres semanas antes del matrimonio de Francisco I con Leonor de Austria, y unas patentes reales establecen la constitución de la colección, estipulando particularmente una cláusula de inalienabilidad: las joyas llevadas por las reinas deben ser devueltas al tesoro real a la muerte de su marido. De este primer fondo solo subsiste la «Côte-de-Bretagne», una espinela tallada durante el reinado de Luis XV para ser engastada en el centro del Toisón de Oro del Rey. Las dificultades financieras de Francia debidas a las guerras de religión obligaron a Enrique III a pignorar las joyas. La colección inicial, excepto la «Côte-de-Bretagne», desapareció pero el fondo será aumentado más tarde considerablemente, particularmente por Luis XIV (Azul de Francia, Sancy).
Mazarino le lega a Luis XIV en 1661 dieciocho magníficos diamantes, a los cuales se les da su nombre. El más grande de estos diamantes es el «Sancy». Posteriormente el «Mazarino 17» y el «Mazarino 18» serían ambos engastados en el broche de la emperatriz Eugenia, esposa de Napoleón III.
Otras piezas se fueron añadiendo a la colección bajo el reinado de Luis XIV. Las piedras son a veces pignoradas pero siempre fueron recuperadas. Se hizo un inventario en 1691. Luis XVI decidió tallar en brillantes los diamantes, a excepción de dos piezas. Este trabajo fue realizado en Amberes, entre 1786 y 1788.

### Revolución francesa
A partir de la Revolución, los bienes del Estado ya no estarán más a libre disposición de los reyes. Las joyas de la Corona, que se encontraban en Versalles, son devueltas al depósito de la Corona. El Rey recibe una asignación: la lista civil.
Mediante los decretos del 26 y 27 de mayo y de 22 de junio de 1791, la Asamblea Nacional Constituyente ordena hacer un inventario de los diamantes y alhajas de la Corona. El inventario cuenta 9.547 diamantes, 506 perlas, 230 rubís y espinelas, 71 topacios, 150 esmeraldas, 35 zafiros y 19 piedras. El valor de las joyas fue estimado en 23.922.197 libras. El «Regente» fue estimado en 12 millones, el «Azul de Francia» en 3 millones y el «Sancy» en 1 millón.

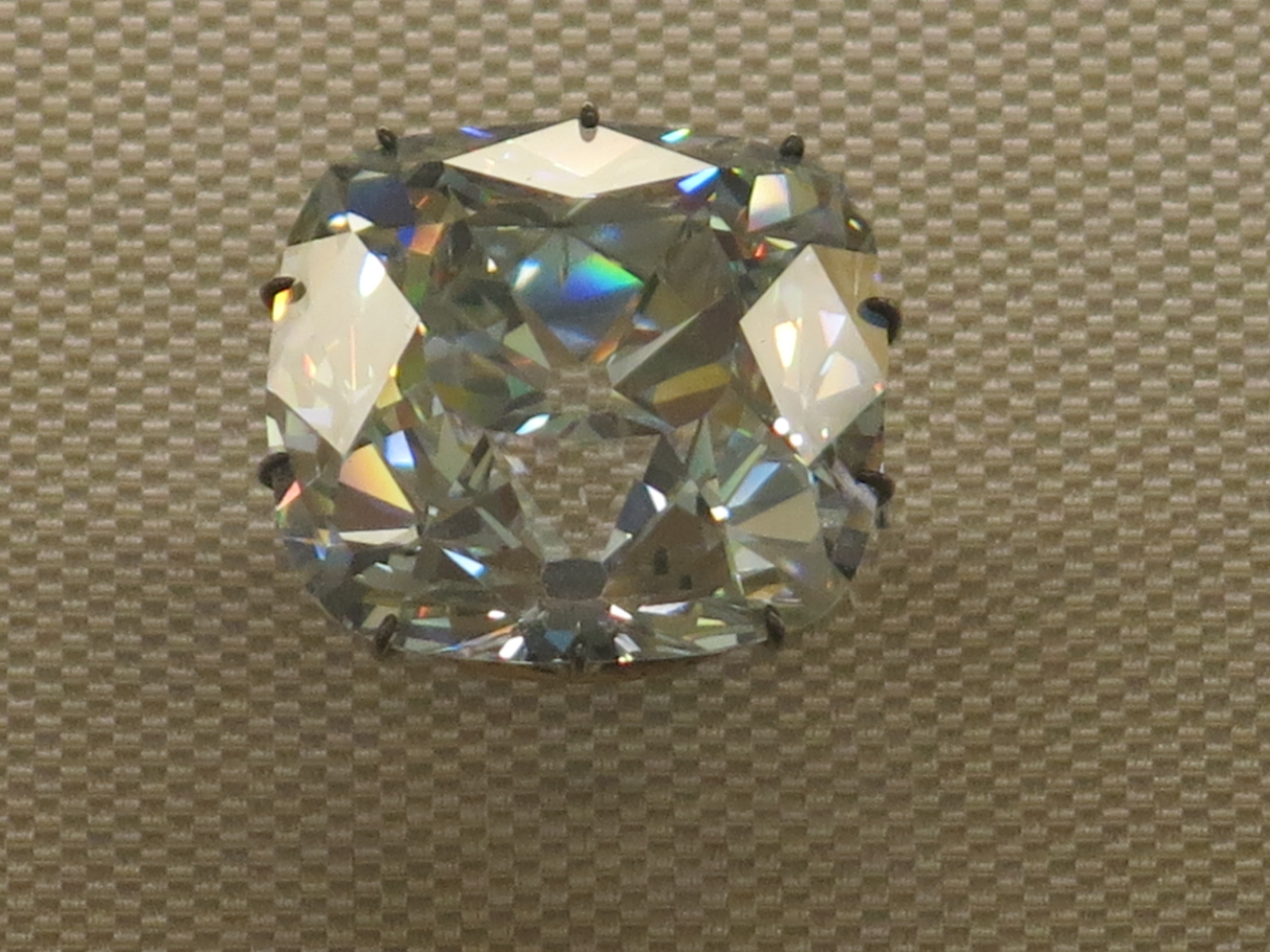
El Regente, diamante expuesto en el Museo del Louvre.

Durante la semana del 11 al 17 de septiembre de 1792, una banda dirigida probablemente por un tal Paul Miette roba una parte de los diamantes, que se encontraban en París, en el Hôtel du Garde-Meuble, donde el tesoro estaba almacenado pero mal vigilado. A partir de las investigaciones llevadas a cabo entre 1792 y 1794, dos tercios de las joyas fueron recuperadas, entre las cuales estaban el «Regente», el «Sancy», y la mayor parte de los «Mazarinos». Sin embargo no se logró recuperar el «Azul de Francia». La colección, fue depositada en la Tesorería Nacional, reduciéndose su valor estimado a 17 millones de libras.
Bajo la Convención, la colección se enriquece de piedras nacidas de la confiscación de los bienes de emigrados y de las joyas del rey de Cerdeña. Hacia 1795 la colección vale, según las estimaciones, 21 millones de libras.
Durante el Directorio, la necesidad de recursos se hizo evidente; se tomó la decisión de vender las piedras en el extranjero.
En 1796, Daubenton, profesor de mineralogía, eligió varias piedras para depositarlas en el Museo Nacional de Historia Natural; entre estas piezas figuraba el «Gran Zafiro».
Entre 1797 y 1800, la necesidad de encontrar fondos para abastecer al ejército conduce a la pignoración de los diamantes.

### Napoleón

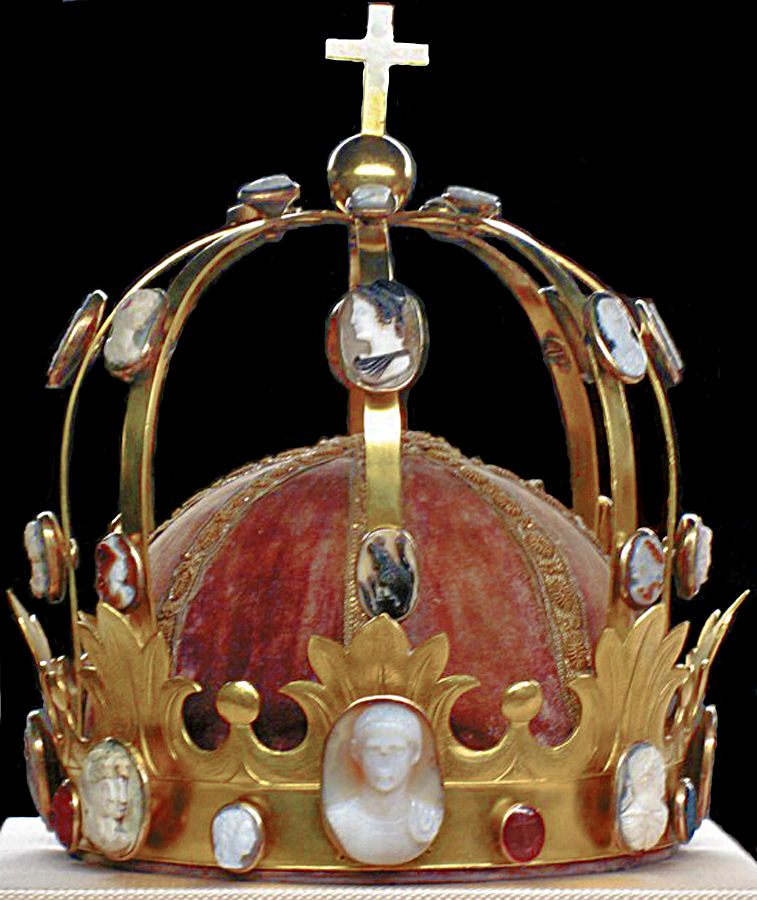
La corona de Napoleón Bonaparte, expuesta en el Museo del Louvre.

Napoleón Bonaparte, a la cabeza del Consulado que ha conseguido sanear las finanzas del Estado, hace volver a Francia las joyas que habían sido puestas en garantía: entre ellas, varias piedras que estaban en posesión del vendedor berlinés Treskow, y aquellas que tenían los herederos del marqués de Iranda, pero no el «Sancy», vendido a Godoy.
En 1802 Napoleón donó joyas por un valor 400.000 francos y por valor de 254.198 francos a Josefina. La colección fue estimada en 13.950.000 francos de oro al final del Consulado. Esta incluía el «Regente», el diamante de la «Casa de Guise», el diamante rosa «Hortensia», el «Gran Mazarino» y otras tres piedras de Mazarino.
La colección fue de nuevo aumentada por Bonaparte, de tal modo que en 1814 comprendía 65.072 piedras y perlas, la mayor parte montada en joyas. 57.771 diamantes, 5.630 perlas y 1.671 piedras de color (424 rubís, 66 zafiros, 272 esmeraldas, 235 amatistas, 547 turquesas, 24 camafeos, 14 ópalos y 89 topacios).

### Retorno de los Borbones y Segundo Imperio
La Restauración borbónica va a devolver a Francia el rubí «Côte-de-Bretagne», el «Segundo Mazarino» y dos otros diamantes. El inventario de 1823 hace una valoración estimada de los diamantes de 20.319.229,59 francos.
En la estimación hecha en 1830 el valor de la colección asciende a 20.832.874,39 francos.
Durante la guerra franco-prusiana, al anuncio de las primeras derrotas francesas, las joyas de la Corona son confiadas a un inspector del Banco de Francia, León Chazal, hijo de Antoine Chazal, y son transportadas al arsenal de Brest. Más tarde serán trasladadas a un barco de guerra, dispuesto para hacerse a la mar.
Los archivos relativos a las joyas de la Corona bajo el reinado de Napoléon III están conservados en los Archivos nacionales, en el fondo del ministerio de la Casa del Emperador (serie O/5).

### Tercera República
En el marco de la preparación de la ley sobre la venta de las joyas de la Corona, el gobierno nombra en 1882 una comisión de peritaje de los diamantes compuesta de cinco miembros. Hacen una estimación da un valor de 21.267.040 francos a la colección, sin embargo juzgan que una parte de los diamantes no debe ser vendida.
El 20 de junio de 1882, Benjamin Raspail presentó a votación de la Cámara su proyecto de ley de venta de las joyas de la Corona para financiar una caja para los inválidos del trabajo oponiéndose al proyecto de Jules Ferry que deseaba que esta venta fuera destinada a una caja para el sostenimiento de los Museos nacionales. Para Jules Ferry, dar los ingresos de las joyas a los inválidos sería «solo una gota de agua en el océano». El proyecto entonces es llevado al Senado.
Varios años de discusión siguieron sobre la venta de la totalidad o de una parte de las joyas, y sobre la destinación de los beneficios de la venta. El 26 de octubre de 1886, el Senado vota la ley sobre la venta de las joyas de la Corona, siguiendo la enmienda Boulanger que no fija la destinación del beneficio de la venta. El 7 de diciembre de 1886, la Cámara vota la ley, después de haber aceptado el informe del diputado Daniel Mérillon, que propone recuperar el texto ya votado por el Senado.
Se creó una comisión el 15 de febrero de 1887 para decidir las medidas a tomar para conservar las joyas donadas al Museo del Louvre. Concluye que deben ser expuestas en la galería de Apolo.

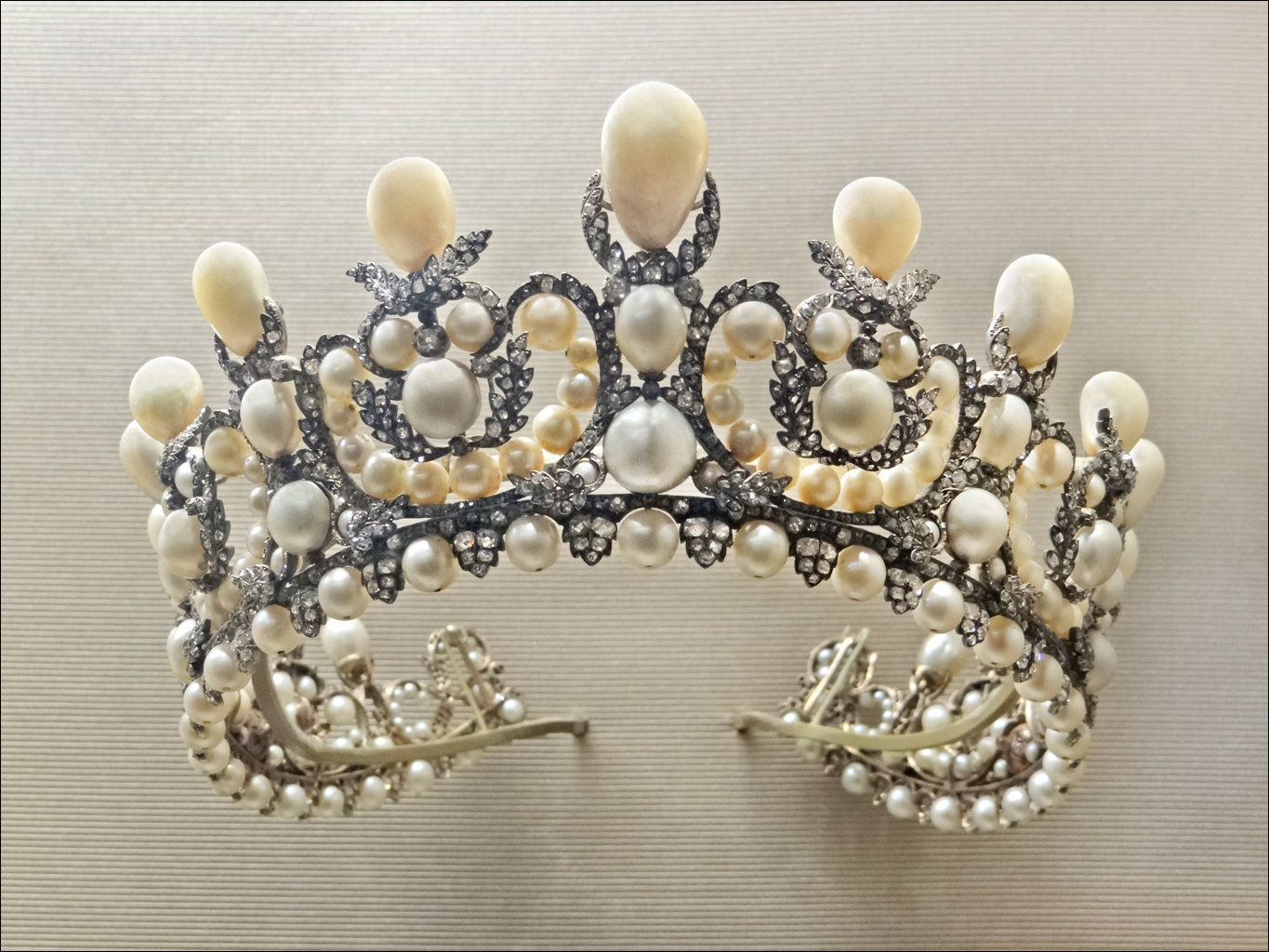
Diadema de la emperatriz Eugenia, expuesta en el Museo del Louvre.

Del 12 al 13 de mayo de 1887  se efectúa la subasta de una parte de las piedras preciosas bajo la Tercera República. El «Regente» se queda en el Museo del Louvre. La venta de las joyas de la Corona produce unos beneficios de 6.864.050 francos, depositados en la Caja de depósitos y consignaciones. Las discusiones sobre la destinación de los fondos obtenidos por esta venta, caja de asignación de los Museos nacionales o la caja de los inválidos del trabajo, van a continuar.
En 1887, una parte de las gemas de las joyas de la Corona financia la Escuela Superior de Minas de París.
En el momento de la venta de mayo de 1887, el broche relicario de la emperatriz Eugenia, llamado «agrafe rocaille», constituido por ochenta y cinco diamantes montados sobre plata bañada en oro, que había sido adjudicada a los joyeros Frédéric Bapst y Alfred Bapst, es donado al Museo del Louvre.
En 1890, el príncipe Albert von Thurn und Taxis compró la diadema de perlas de la emperatriz Eugenia, creada por el joyero oficial de la Corona francesa Alexandre-Gabriel Lemonnier, como parte de su regalo de matrimonio con la archiduquesa Margarita.
En septiembre de 1914, ante el avance de los alemanes, el gobierno se traslada a Burdeos; Albert Dalimier, subsecretario de Estado de las Bellas artes, se lleva consigo en una cartera de cuero las joyas de la Corona.

### Cuarta y quinta repúblicas

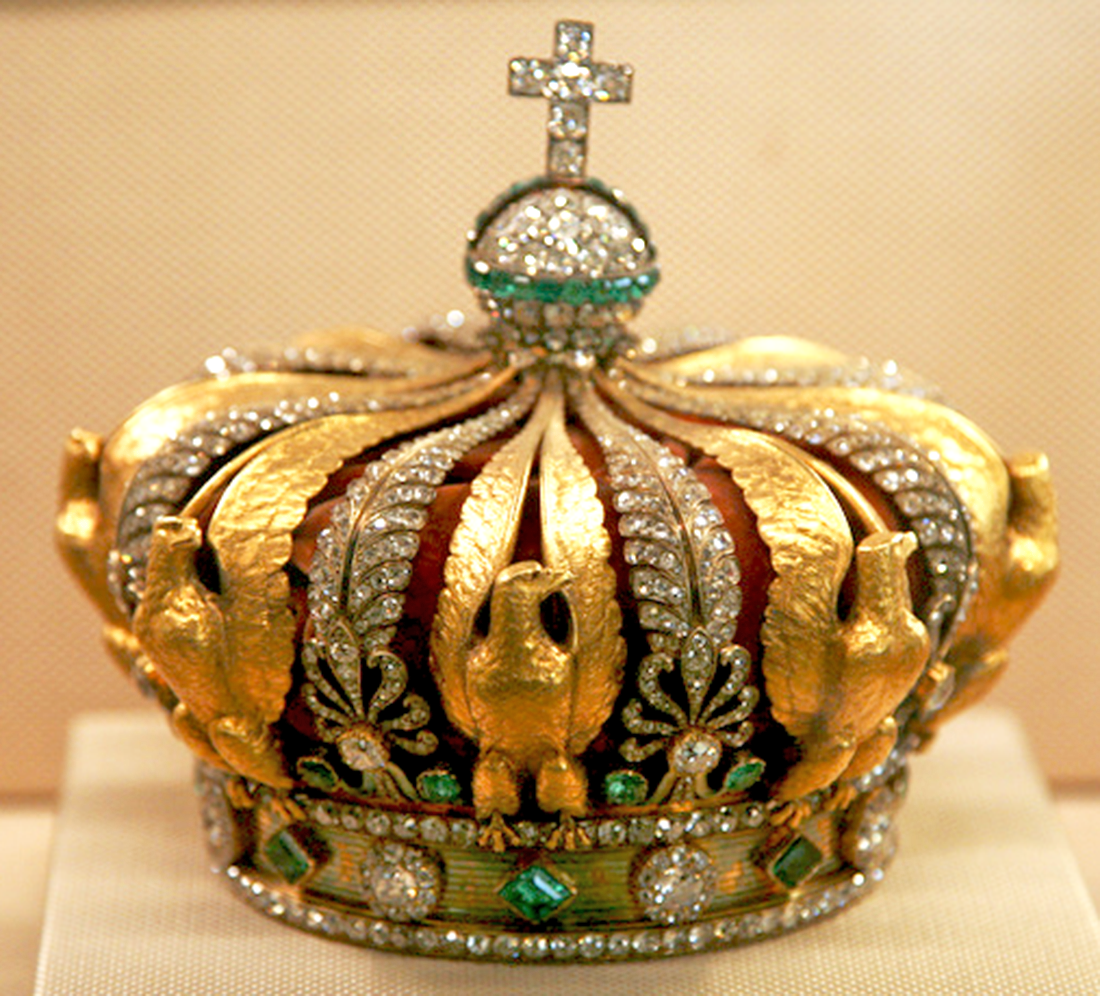
Corona de la emperatriz Eugenia, expuesta en el Museo del Louvre.

A partir de 1945 y hasta su muerte en 1953, el II duque de Westminster procede a la compra de las joyas dispersas de la Corona para ofrecérselas a Aimée de Heeren.
En 1988, el Museo del Louvre adquiere la Corona de la emperatriz Eugenia (2.490 diamantes y 56 esmeraldas, engastados en oro), realizada en 1855 por el joyero Alexandre-Gabriel Lemonnier.
En 1992, la Sociedad de amigos del Louvre recupera la diadema de perlas de la emperatriz Eugenia (212 perlas de oriente y 1.998 diamantes), realizada en 1853 por Alexandre-Gabriel Lemonnier, y que pertenecía hasta entonces a un amigo de Aimée de Heeren, el príncipe von Thurn und Taxis, poseedor por herencia de un patrimonio artístico muy importante.
En 2008 pudo ser recuperado el gran nudo de blusa, en diamantes, de la emperatriz Eugenia, realizado en 1855 por el joyero parisino François Kramer, joyero personal de la emperatriz. La joya había pertenecido a la familia Astor desde hacía más de cien años.
En 2015 fue recuperado el broche de hombro de la emperatriz Eugenia, realizado en 1853 por François Kramer. El broche entró a formar parte de las colecciones del Louvre el 11 de febrero de 2015.